# 川崎駅

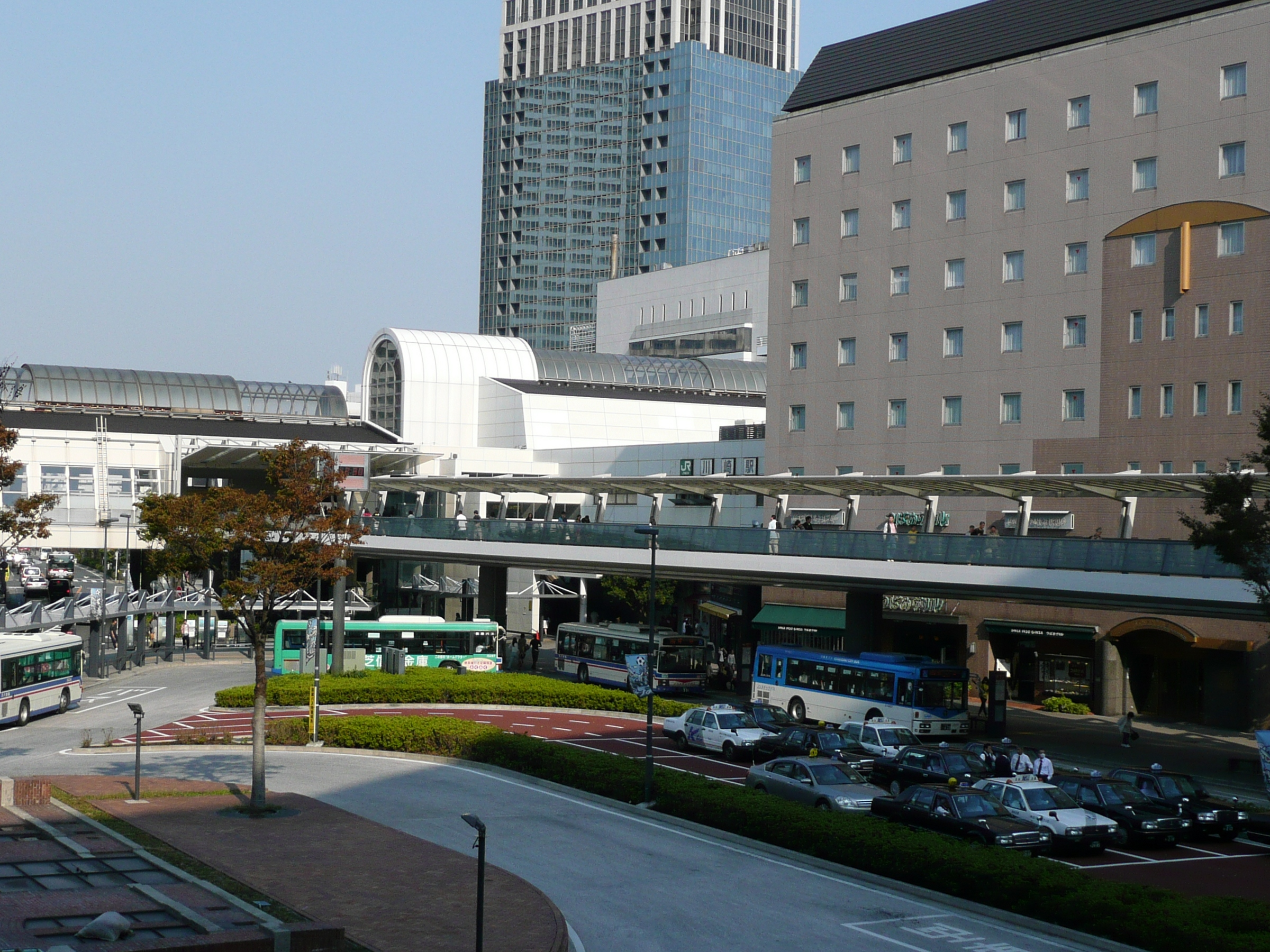
西口（2011年10月）

川崎駅（かわさきえき）は、神奈川県川崎市川崎区駅前本町（駅の西半分は同市幸区）にある、東日本旅客鉄道（JR東日本）東海道本線・南武線の駅である。

## 乗り入れ路線
当駅に乗り入れている路線は、線路名称上は東海道本線と南武線の2路線で、東海道本線を当駅の所属線としており、南武線は当駅が起点となっている。
東海道本線は列車線を走行する東海道線と電車線を走行する京浜東北線の2系統が停車し、旅客案内ではそれぞれ別路線として扱っている。現在はこれらの3系統の列車が停車しているが、加えて1980年9月30日までは東海道線と線路を共用していた横須賀線電車も停車していた。また、当駅には「KWS」のスリーレターコードが付与されている。さらに全国有数のターミナル駅・主要駅とされている。
- 東海道線：列車線を走行する東海道本線の中距離電車、東京駅・上野駅を経由し宇都宮線・高崎線へ直通する上野東京ラインの列車も停車 - 駅番号はJT 04。
- 京浜東北線：電車線を走行する東海道本線・東北本線の近距離電車、横浜駅から根岸線への直通運転も実施 - 駅番号はJK 16。
- 南武線：当駅を起点に川崎市と多摩地域を結ぶ路線 - 駅番号はJN 01。

当駅は川崎市内にあるが、便宜上、特定都区市内制度における「横浜市内」に属している（南武線・鶴見線の川崎区および幸区にある各駅も同様）。
東海道本線では当駅が横浜市内エリアとしての北限となり、当駅が属する横浜支社管理エリアの首都圏本部との境界も当駅と蒲田駅の間、東海道本線六郷川橋梁の蒲田側堤防上にある。
京浜急行電鉄の本線と大師線が乗り入れている近隣の京急川崎駅とは、コンコースや地下街によって互いに行き来できる。乗り換えには北改札の利用が便利で、およそ7～9分程で可能である。なお、JR線の京急川崎連絡京急線乗車券と京急線の川崎連絡JR線乗車券は発売されていないが、連絡定期券が2008年3月15日から発売されている。

## 歴史

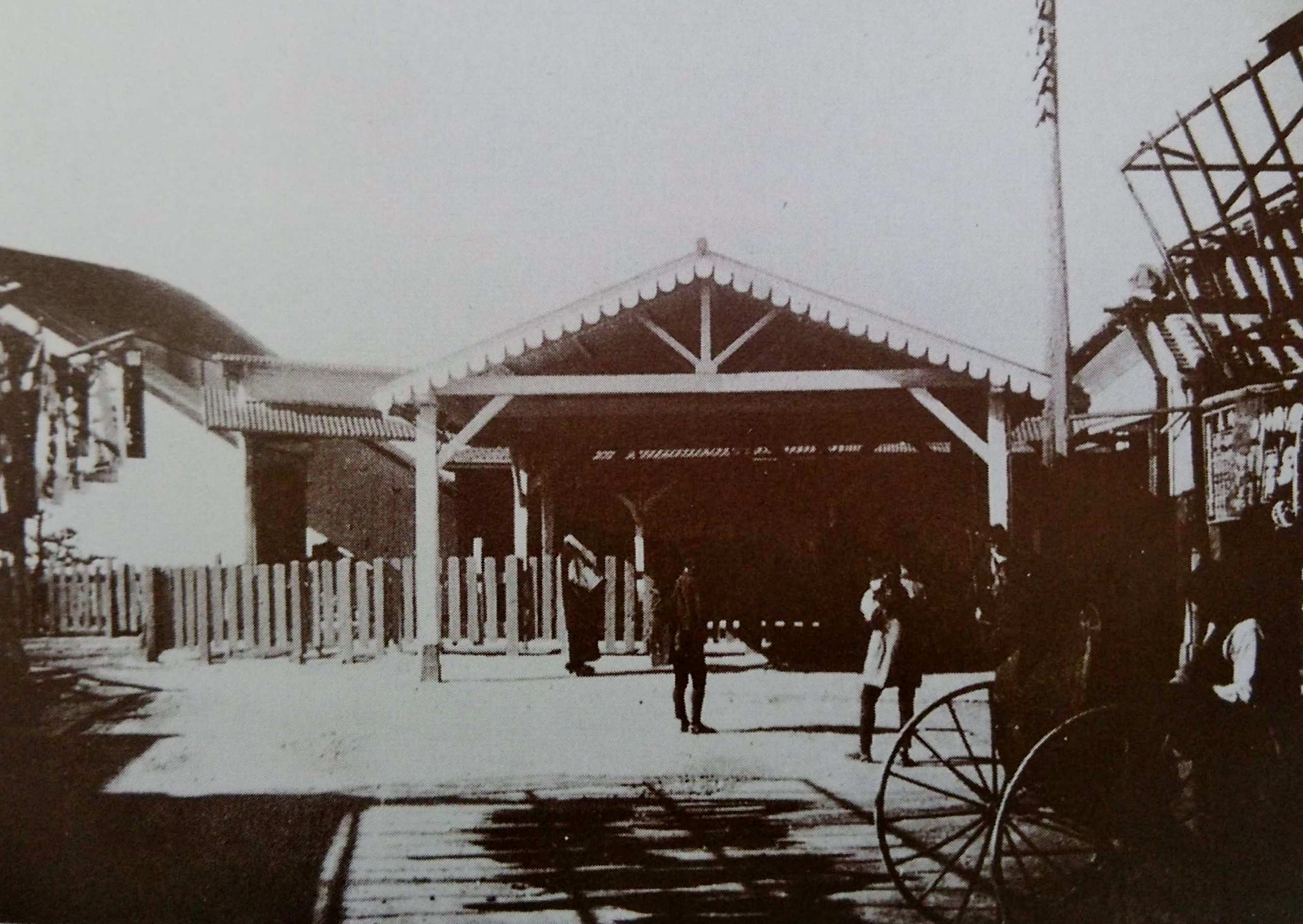
明治34年頃の川崎駅

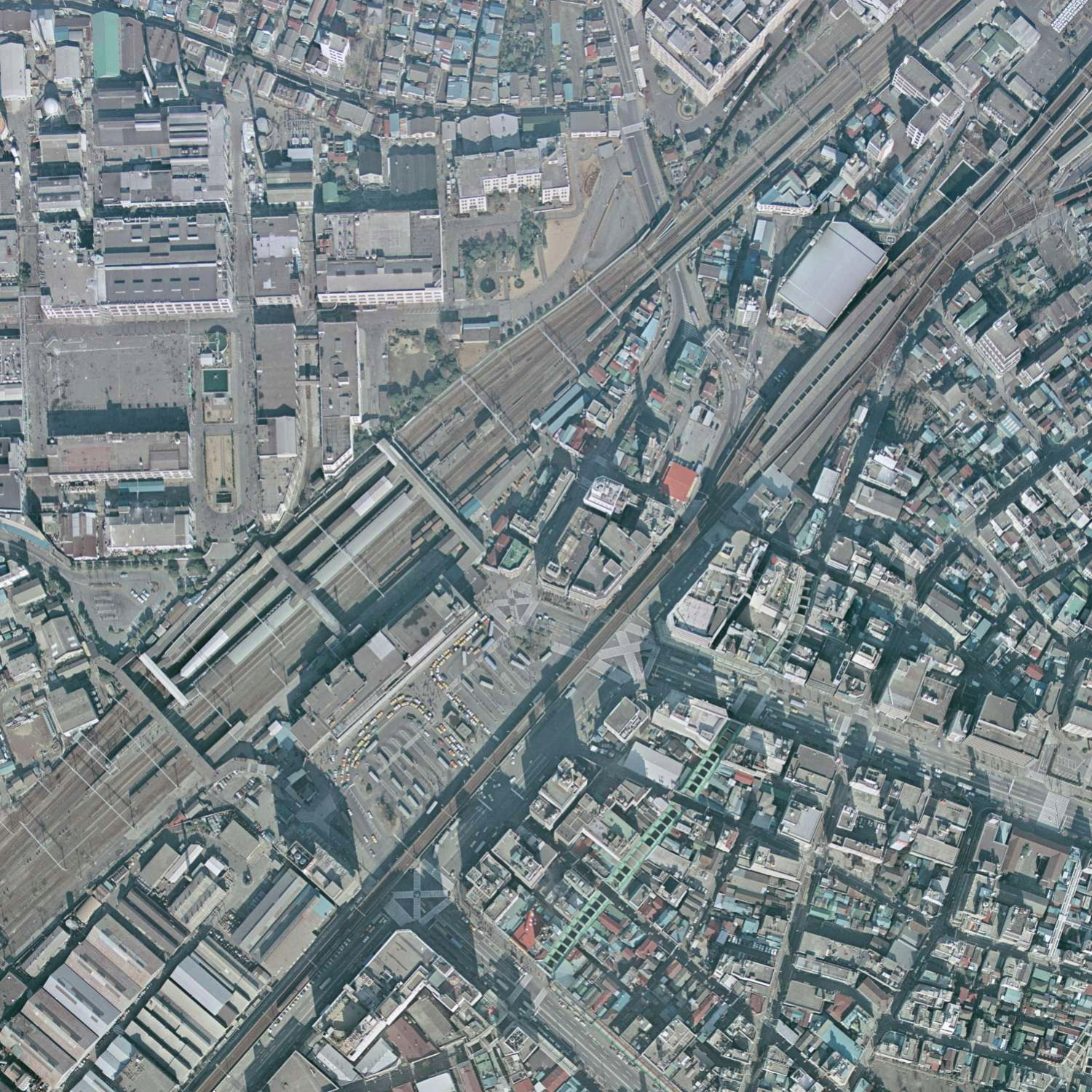
駅周辺の空中写真（1975年1月3日撮影）

- 1872年7月10日（明治5年6月5日）：神奈川駅と共に日本で3番目の鉄道駅として開業[1]。当初は旅客駅[1]。
  - 同年6月12日（明治5年5月7日）に品川駅 - 横浜駅（現在の桜木町駅）間で仮開業していた鉄道の、初の中間駅の一つとして設けられた（「日本の鉄道開業」も参照）。
- 1898年（明治31年）4月1日：貨物の取り扱いを開始[1]。
- 1914年（大正3年）
  - 12月20日：京浜線（京浜東北線の前身）運行開始。
  - 12月26日：京浜線電車の故障頻発により運転中止。
- 1915年（大正4年）
  - 5月10日：京浜線電車運転再開。
  - 12月30日：蒸気機関車列車の停車廃止[2]。
- 1918年（大正7年）5月1日：東海道本線貨物支線が浜川崎駅まで開通。
- 1927年（昭和2年）3月9日：南武鉄道線（現在の南武線）が登戸駅まで開通[3]。
- 1944年（昭和19年）
  - 4月1日：南武鉄道が国有化[3]。
  - 10月14日：川崎市電の川崎駅前電停が開業。
- 1958年（昭和33年）12月1日：民衆駅の出札部分が完成し、供用開始[新聞 1]。
- 1959年（昭和34年）4月1日：民衆駅が完成[新聞 2]。神奈川県で初めての駅ビル[4]。
- 1960年（昭和35年）6月1日：横須賀線電車が終日停車となる[5]。
- 1965年（昭和40年）10月1日：営業範囲を「一般運輸営業」から「旅客、手荷物、小荷物及び車扱貨物」に改正[1]。
- 1969年（昭和44年）4月1日：川崎市電の川崎駅前電停が廃止。
- 1973年（昭和48年）10月1日：貨物支線 当駅 - 浜川崎駅間が廃止。
- 1980年（昭和55年）10月1日：SM分離（東海道線と横須賀線の分離運転）により横須賀線が当駅を経由しなくなったと同時に、東海道線のすべての普通列車が停車するようになる[6]。
- 1981年（昭和56年）9月1日：貨物の取り扱いを廃止[1]。
  - 明治製菓川崎工場へ専用線が続き、貨物輸送が行われていたほか、1970年（昭和45年）頃まで東芝川崎工場へも専用線が続いていた。
- 1986年（昭和61年）
  - 10月1日：東口地下街「川崎アゼリア」が開業。同時期に川崎駅東口バスターミナルが供用開始。
  - 11月1日：荷物の取り扱いを廃止[1]。
- 1987年（昭和62年）4月1日：国鉄分割民営化により、東日本旅客鉄道（JR東日本）の駅となる[3]。
- 1988年（昭和63年）
  - 6月28日：橋上駅舎化[新聞 3]。京浜東北線のホームを35m延伸[新聞 3]。
  - 7月8日：駅ビル部分の改装、増築し「川崎BE」開業[新聞 4]。
- 1992年（平成4年）3月10日：自動改札機を設置し、使用を開始[7]。
- 2001年（平成13年）11月18日：交通系ICカード「Suica」の利用が可能となる[報道 1]。
- 2007年（平成19年）4月1日：ラゾーナ川崎前の西口北バスターミナルが供用開始。
- 2011年（平成23年）
  - 4月：川崎駅東口の再整備が完了、東口バスターミナルが「海島・空島」に二分される。
  - 4月9日：南武線で快速の運転を開始。当初は3月12日から開始予定だったが、東日本大震災の影響により延期となった。
- 2014年（平成26年）2月23日：午前1時11分頃、京浜東北線の回送電車が工事用車両と衝突し、脱線・横転する事故が発生。蒲田 - 鶴見間で終日運転を見合わせた。

- 2015年（平成27年）3月14日：上野東京ライン開業。東海道線列車が宇都宮線・高崎線列車と相互直通運転開始。
- 2016年（平成28年）
  - 4月5日：南武線ホームの発車メロディを「川崎市歌」に変更[報道 2]。
  - 12月10日：東海道線ホームの発車メロディを「上を向いて歩こう」に変更[報道 3][新聞 5]。
- 2017年（平成29年）6月18日：中央北改札供用開始、従来の改札を中央南改札へ、東西自由通路が中央通路に改称[報道 4][新聞 6][新聞 7]。
- 2018年（平成30年）
  - 2月17日：アトレ川崎内改札（アトレ改札）と、駅の東西を結ぶ北口自由通路および接続する北口改札を供用開始[報道 5][報道 6][新聞 8]。
  - 4月1日：西口北バスターミナルを「川崎駅ラゾーナ広場」に改称する[報道 7]。
  - 11月3日：1・2番線（東海道線ホーム）の拡幅工事が行われる[報道 8][新聞 9]。
- 2020年（令和2年）12月18日：びゅうプラザの営業を終了[8][報道 9]。
- 2021年（令和3年）
  - 3月18日：駅ナカシェアオフィス「STATION WORK」のブース型「STATION BOOTH」が開設[9][報道 10]。
  - 3月21日：3・4番線（京浜東北線ホーム）でホームドアの使用を開始[報道 11][報道 12]。
  - 3月24日：駅たびコンシェルジュが開業[報道 13][報道 14]。
- 2024年（令和6年）7月24日：5・6番線（南武線ホーム）でスマートホームドアの使用を開始[報道 15]。
- 2025年（令和7年）3月14日：5・6番線（南武線ホーム）で使用していた発車メロディーがワンマン化のため、使用終了。[10]

## 駅構造
島式ホーム3面6線を持つ地上駅で、橋上駅舎を有している。ホーム中央部とコンコースを連絡するエスカレーター（上りのみ）・エレベーターが設置されている。
ホームの横浜寄りの端には乗り換え専用の跨線橋がある。
また、2018年2月17日、北改札を含む北口自由通路が完成した。
川崎統括センター拠点駅。中央北改札、北改札はJR東日本ステーションサービスに委託されている。

### のりば
| 番線 | 路線                        | 方向 | 行先                 |
| ---- | --------------------------- | ---- | -------------------- |
| 1    | 東海道線                    | 下り | 横浜・熱海方面       |
| 2    | 東海道線 （上野東京ライン） | 上り | 東京・上野・大宮方面 |
| 3    | 京浜東北線                  | 南行 | 横浜・関内・大船方面 |
| 4    | 京浜東北線                  | 北行 | 東京・大宮方面       |
| 5・6 | 南武線                      | 下り | 登戸・立川方面       |

（出典：JR東日本:駅構内図）
東海道線ホームはかつて横須賀線と共用していたが、1980年10月1日ダイヤ改正時のSM分離により品鶴線経由になった。これに伴い、品鶴線に新川崎駅が開業した。
東海道線ホーム（1・2番線）は終日立番が配置され、発車メロディ扱いと乗降終了合図を行う。

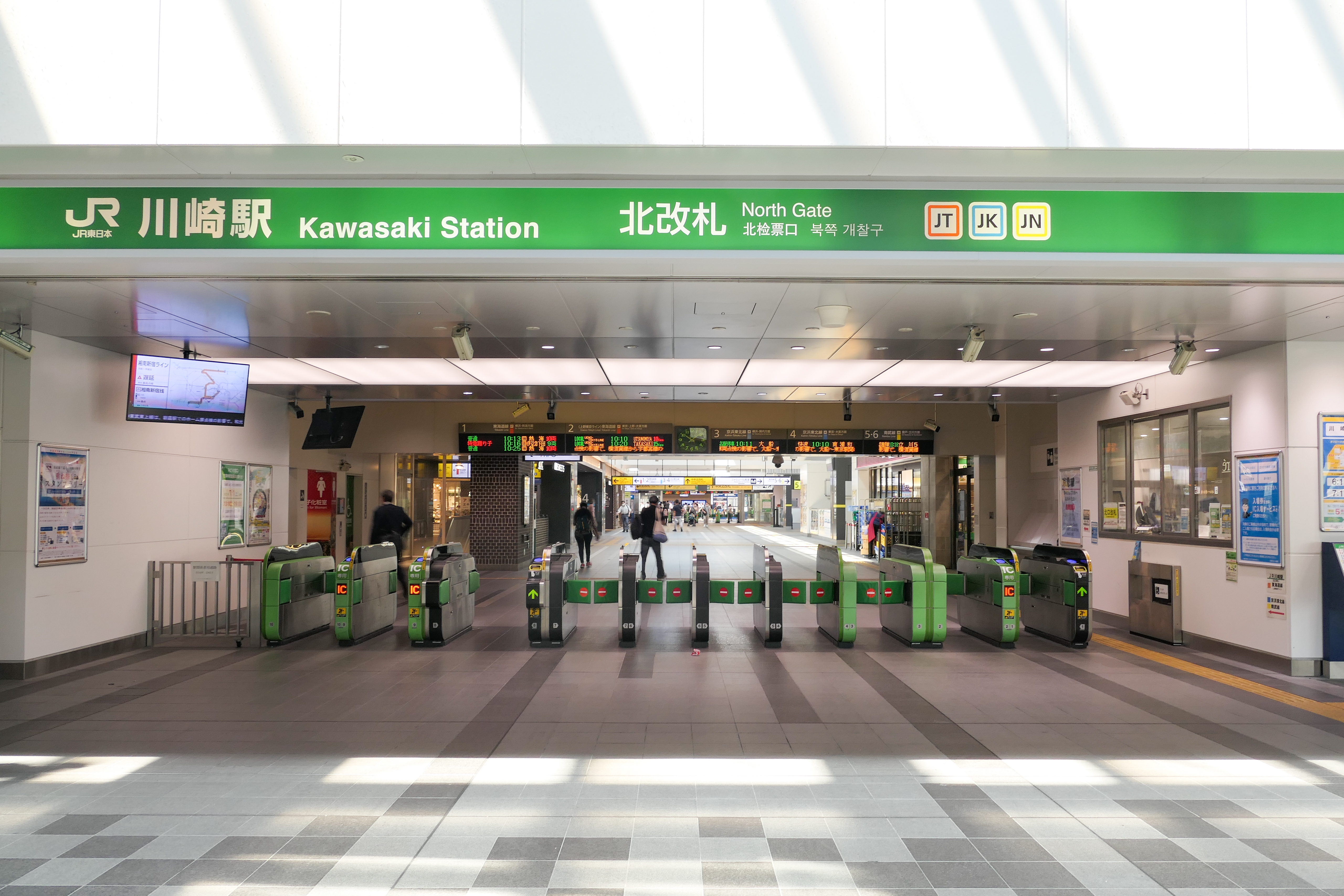
北改札（2023年7月）
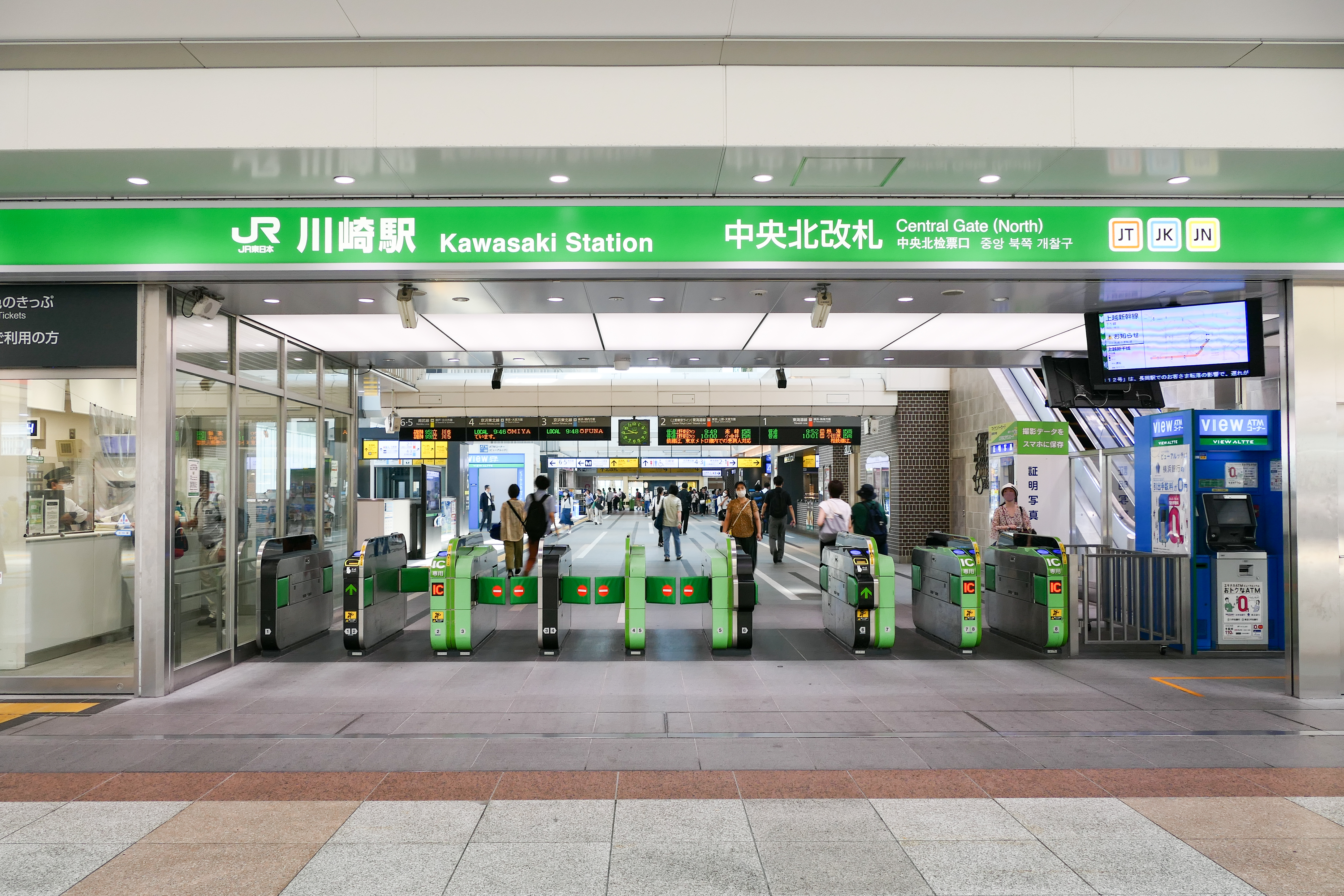
中央北改札（2023年7月）
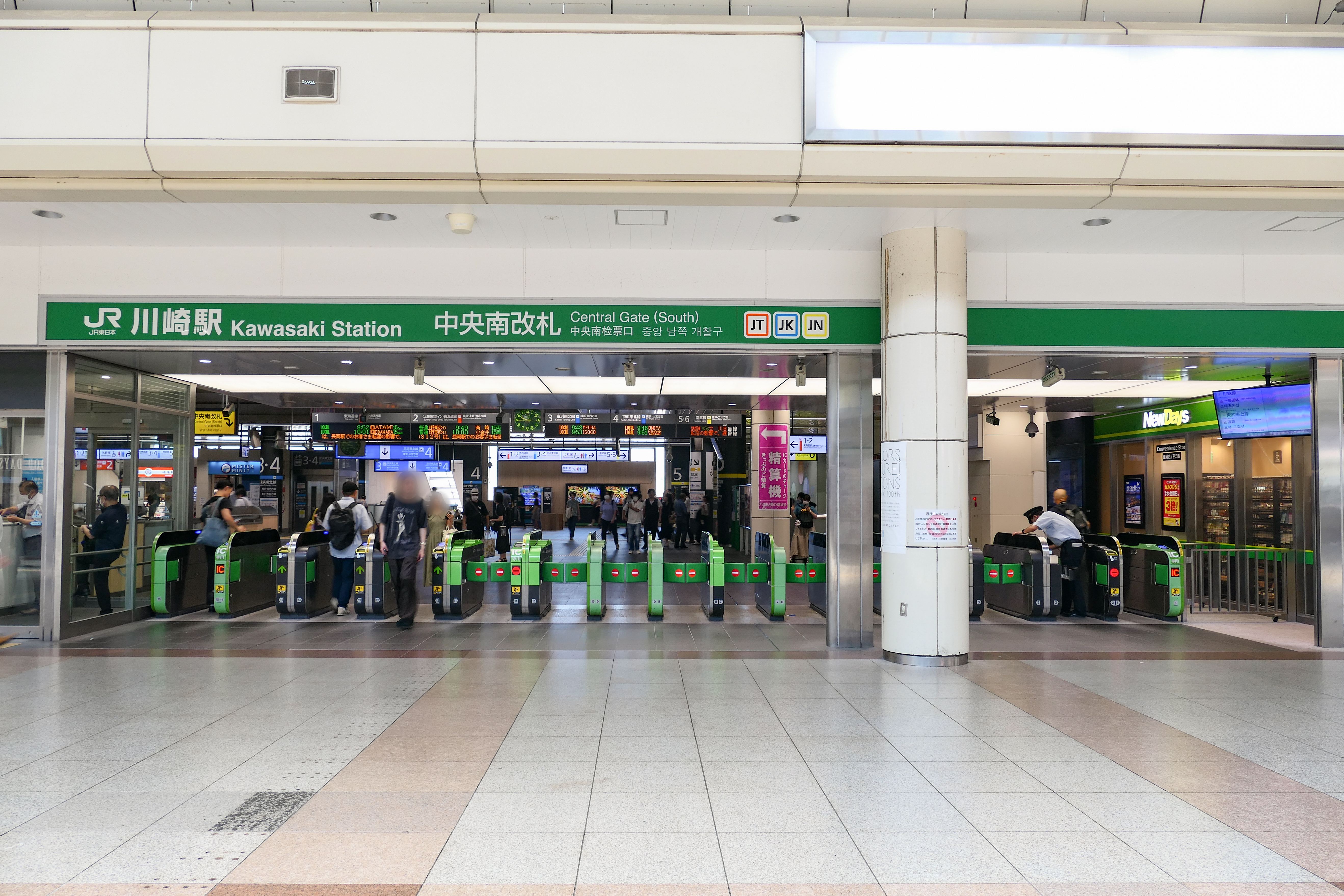
中央南改札（2023年7月）
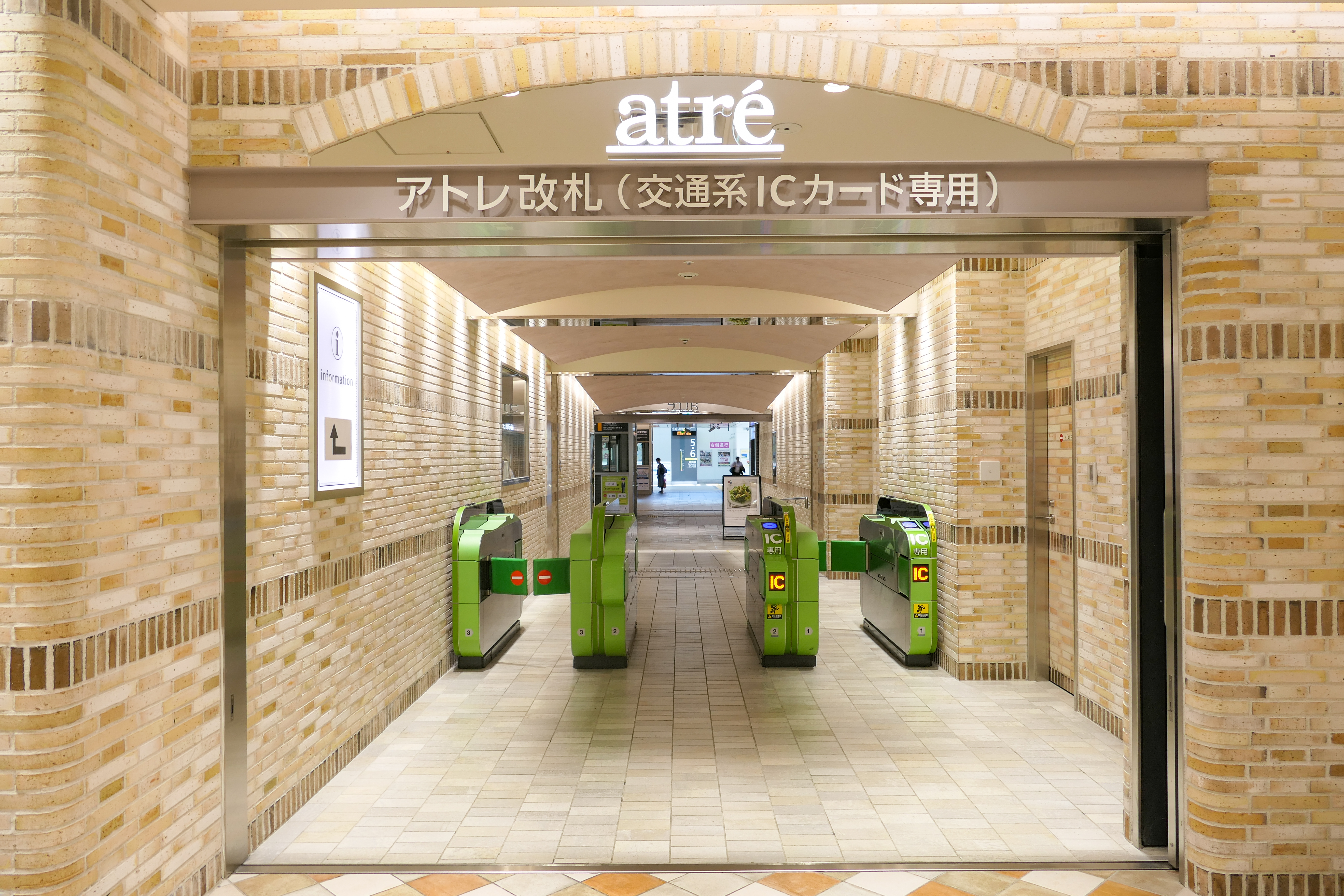
アトレ改札（2023年7月）
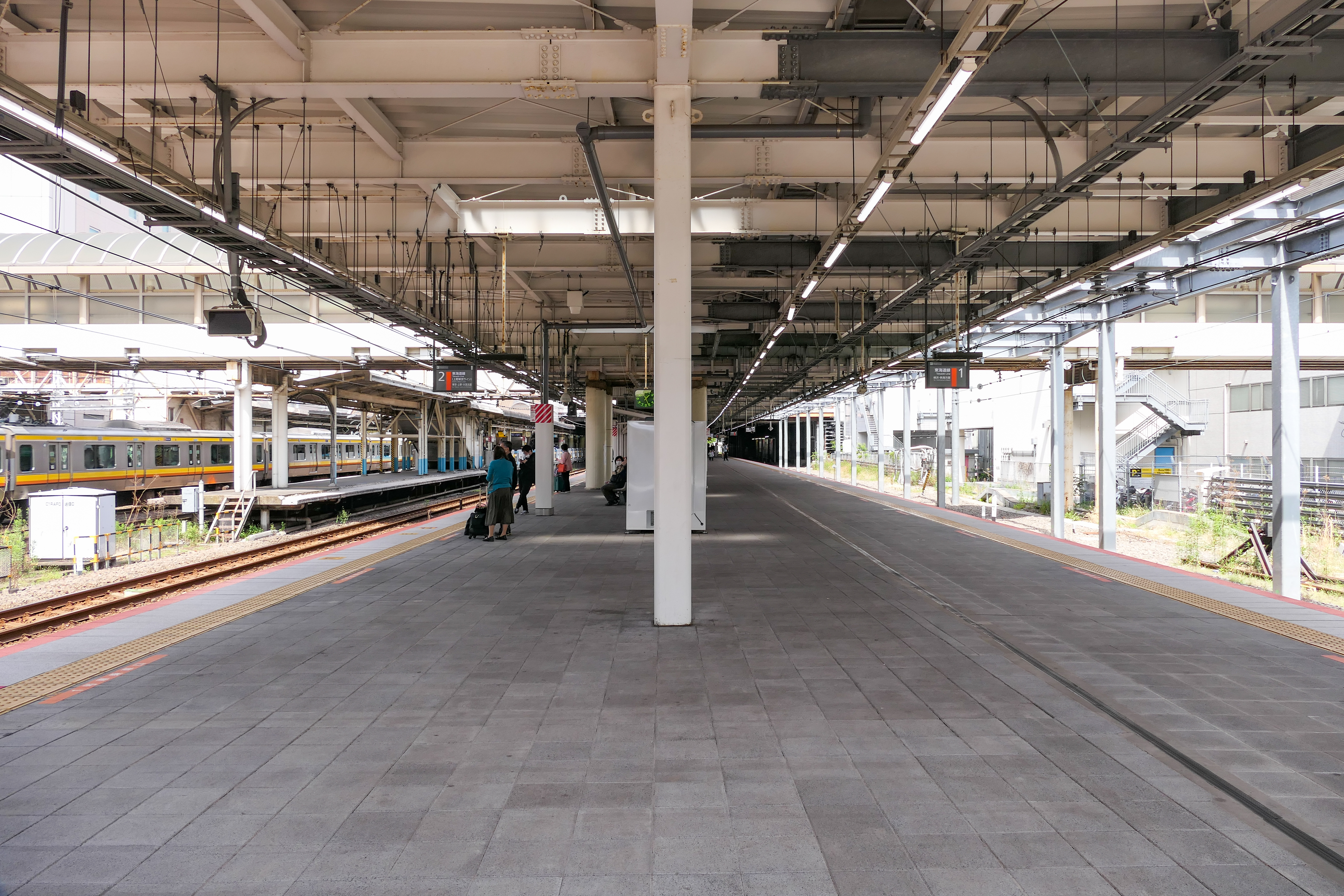
1・2番線（東海道線）ホーム（2023年5月）
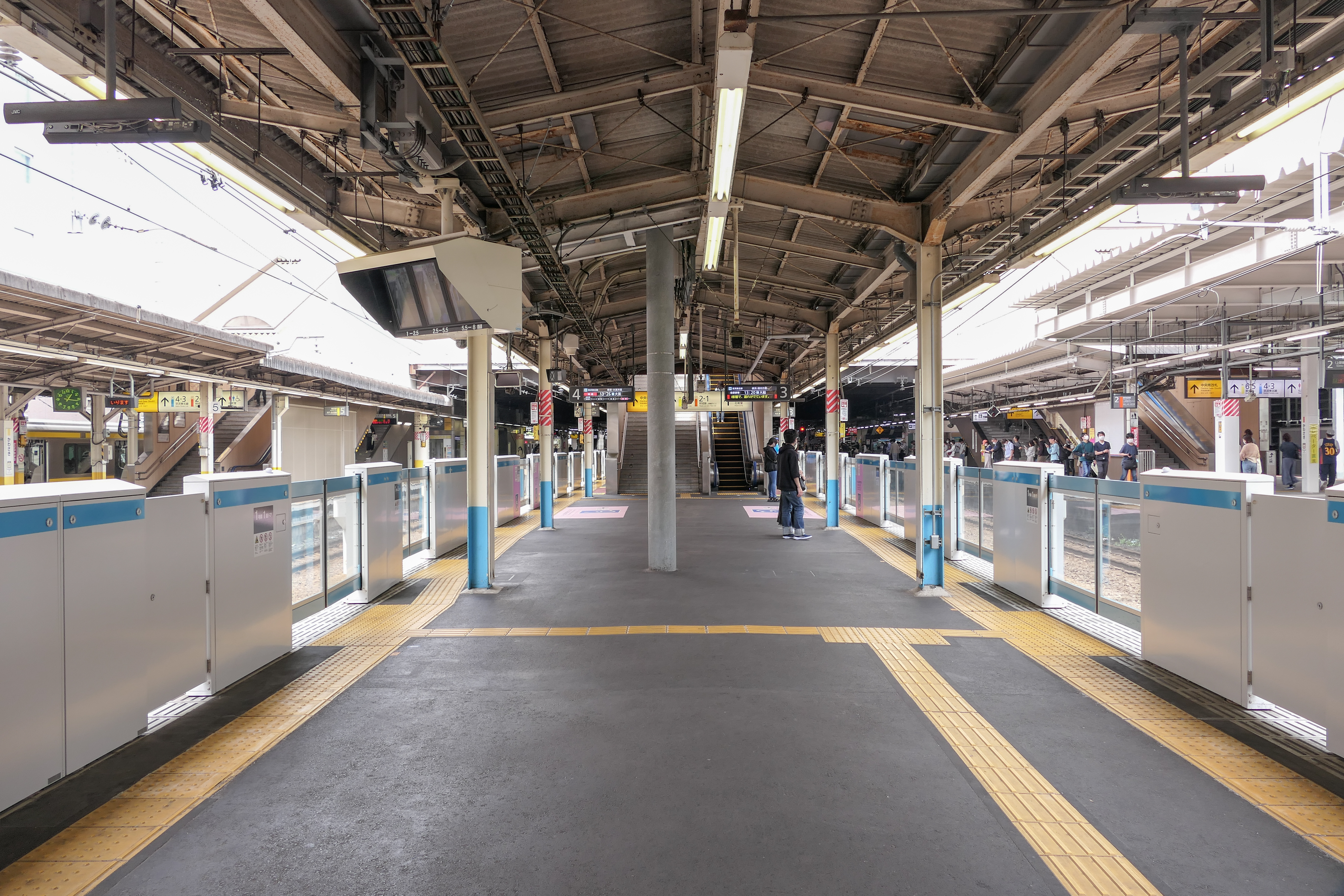
3・4番線（京浜東北線）ホーム（2023年5月）
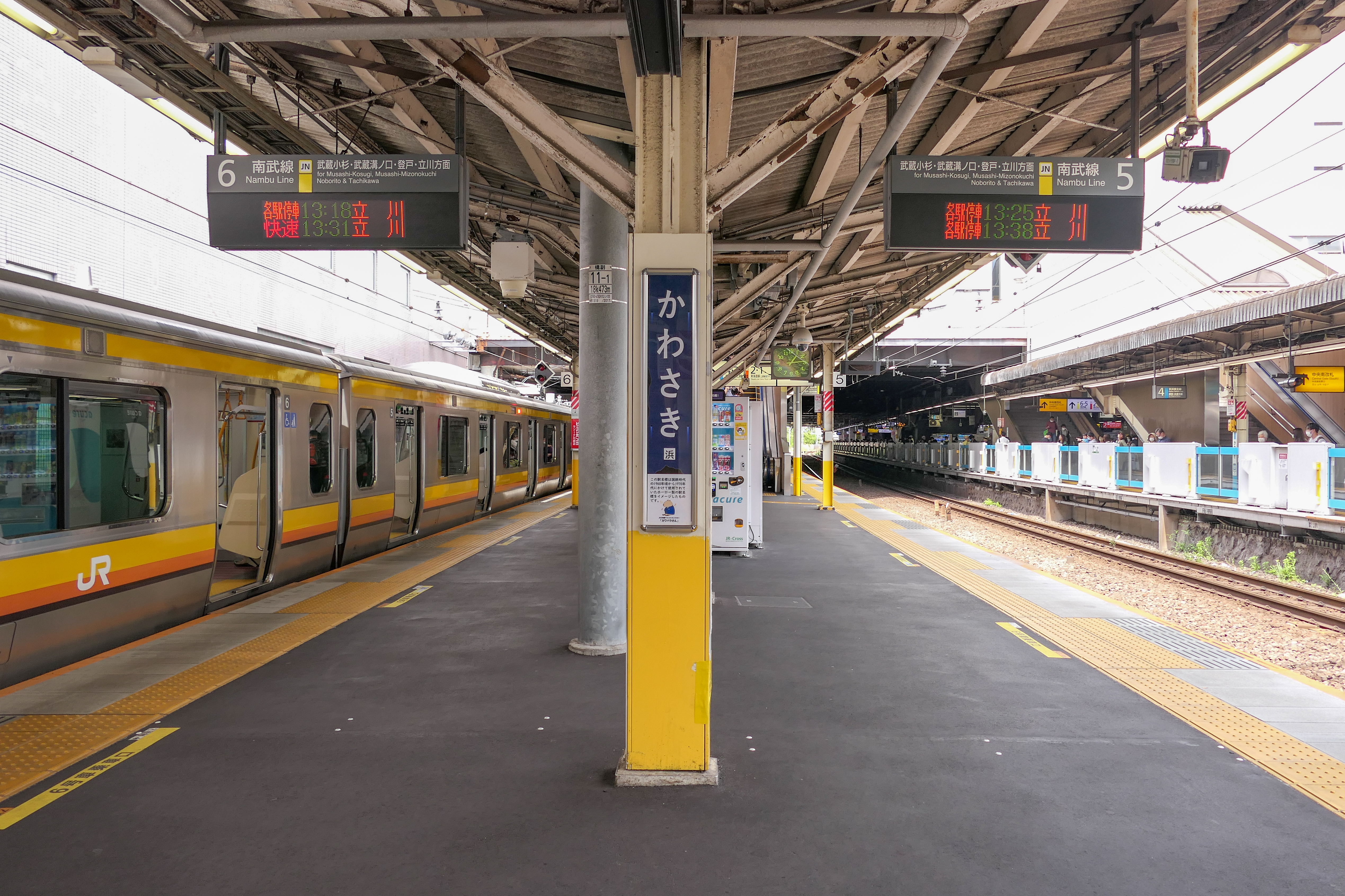
5・6番線（南武線）ホーム（2023年5月）

### 駅構内設備
- みどりの窓口
- 売店など
  - NewDays

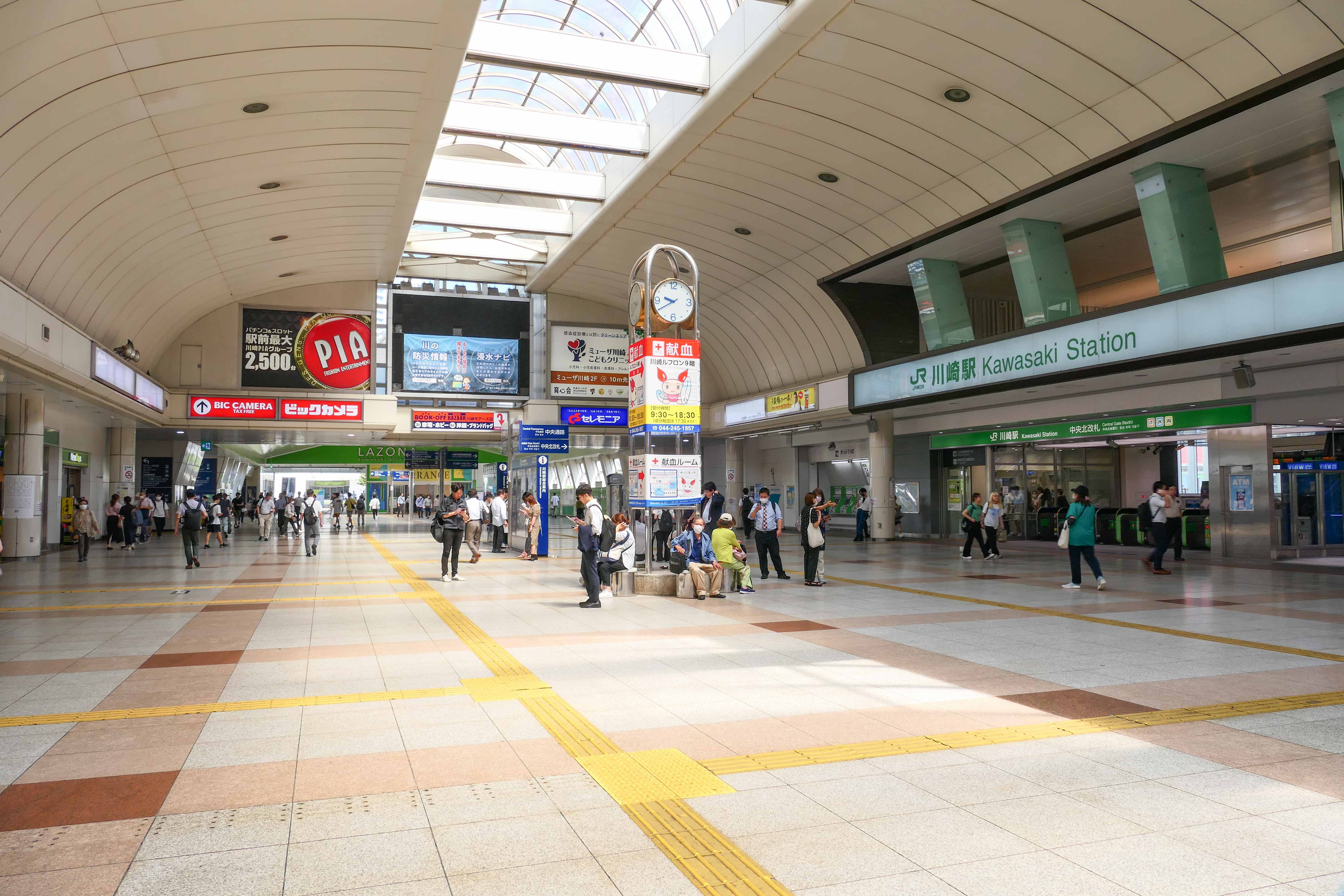
中央通路（2023年7月）

    - 川崎店 - 中央南改札内コンコース（東海道線ホーム側）
    - 川崎中央南改札店  - 中央南改札外コンコース
    - 川崎東口店 - 東口道路脇
    - アトレ川崎北口店 - 北口改札内コンコース
    - アトレ川崎北側改札内店 - 北口改札内コンコース

  - NewDays KIOSK 川崎駅改札内店
  - マンスリースイーツ アトレ川崎 - 北改札外アトレ川崎内
  - 崎陽軒 川崎駅コンコース店 - 中央南改札内コンコース
  - ミスターミニット JR川崎駅店 - 中央南改札内コンコース
- 飲食店など
  - いろり庵きらく 川崎店 - 中央南改札内コンコース
  - アトレ川崎 デリ・スイーツ・イートインゾーン - 北側改札内コンコース

## 駅弁
主な駅弁は下記の通り。
- 横濱中華弁当
- 幕の内弁当
- お赤飯弁当
- かながわ味わい弁当（季節により内容が変わる：春・初夏・夏・秋・冬）
- シウマイ弁当
- 炒飯弁当
- しょうが焼弁当
- 横濱ピラフ
- 横濱チャーハン
- いなり寿司

## 利用状況
- JR東日本 - 2023年度（令和5年度）の1日平均乗車人員は187,310人である[JR 1]。
JR東日本の駅では北千住駅に次ぐ第11位で、神奈川県内での同社の駅では横浜駅に次ぐ第2位である。また、南武線の駅の中では第1位である。

川崎市の拠点となる駅の一つであり、ピーク時の1968年度には19万人を上回る乗車人員を記録したものの、その後1985年度（昭和60年度）までは概ね減少し、15万人を下回った。1986年度（昭和61年度）からは再度増加に転じたが、1993年度（平成5年度）からは2000年度（平成12年度）までは再び減少傾向となった。2001年度（平成13年度）以降は上昇傾向が続き、2013年度（平成25年度）は45年ぶりに過去最大の乗車人員を更新した。2014年度（平成26年度）には北千住駅、高田馬場駅を上回るとともに、初めて乗車人員が20万人を越えた。
1968年度（昭和43年度）以降の推移は下表の通りである。
- 年度全体の乗車人員を365（閏日が入る年度は366）で除して1日平均乗車人員を求めている。2012年度（平成24年度）以降の定期外と定期の値は、計算で生じた小数点以下の値は切り捨てているため、定期外と定期の和は必ずしも合計と一致しない。
- 2008年度（平成20年度）以前の定期外と定期の値は、川崎市統計書による。平成19年版以前の川崎市統計書は閏日が入る年度も365で除しているため、表中の値は365で乗じた後、366で除している。

| 年度               | 1日平均乗車人員 | 1日平均乗車人員 | 1日平均乗車人員 | 出典                |
| 年度               | 定期外          | 定期            | 合計            | 出典                |
| ------------------ | --------------- | --------------- | --------------- | ------------------- |
| 1968年（昭和43年） |                 |                 | 192,349         |                     |
| 1990年（平成02年） |                 |                 | 158,234         |                     |
| 1995年（平成07年） |                 |                 | 163,468         | [ 乗降データ 2 ]    |
| 1996年（平成08年） | 56,316          | 107,173         | 163,489         |                     |
| 1997年（平成09年） | 56,028          | 106,019         | 162,047         |                     |
| 1998年（平成10年） | 56,357          | 104,351         | 160,708         | [ 神奈川県統計 1 ]  |
| 1999年（平成11年） | 56,888          | 101,182         | 158,070         | [ 神奈川県統計 2 ]  |
| 2000年（平成12年） | 56,074          | 100,217         | 156,291         | [ 神奈川県統計 2 ]  |
| 2001年（平成13年） | 57,472          | 100,007         | 157,479         | [ 神奈川県統計 3 ]  |
| 2002年（平成14年） | 60,222          | 97,655          | 157,877         | [ 神奈川県統計 4 ]  |
| 2003年（平成15年） | 62,025          | 95,928          | 157,953         | [ 神奈川県統計 5 ]  |
| 2004年（平成16年） | 63,687          | 96,540          | 160,227         | [ 神奈川県統計 6 ]  |
| 2005年（平成17年） | 65,000          | 98,495          | 163,495         | [ 神奈川県統計 7 ]  |
| 2006年（平成18年） | 71,734          | 102,916         | 174,650         | [ 神奈川県統計 8 ]  |
| 2007年（平成19年） | 76,677          | 106,900         | 183,577         | [ 神奈川県統計 9 ]  |
| 2008年（平成20年） | 77,563          | 108,922         | 186,485         | [ 神奈川県統計 10 ] |
| 2009年（平成21年） |                 |                 | 187,147         | [ 神奈川県統計 11 ] |
| 2010年（平成22年） |                 |                 | 185,300         | [ 神奈川県統計 12 ] |
| 2011年（平成23年） |                 |                 | 185,651         | [ 神奈川県統計 13 ] |
| 2012年（平成24年） | 75,656          | 112,536         | 188,193         | [ 神奈川県統計 14 ] |
| 2013年（平成25年） | 77,994          | 119,015         | 197,010         | [ 神奈川県統計 15 ] |
| 2014年（平成26年） | 80,195          | 123,958         | 204,153         | [ 神奈川県統計 16 ] |
| 2015年（平成27年） | 80,898          | 126,827         | 207,725         | [ 神奈川県統計 17 ] |
| 2016年（平成28年） | 81,337          | 128,142         | 209,480         | [ 神奈川県統計 18 ] |
| 2017年（平成29年） | 82,546          | 129,350         | 211,896         | [ 神奈川県統計 19 ] |
| 2018年（平成30年） | 83,915          | 130,686         | 214,601         | [ 神奈川県統計 20 ] |
| 2019年（令和元年） | 82,467          | 132,766         | 215,234         | [ 神奈川県統計 21 ] |
| 2020年（令和02年） | 55,466          | 104,335         | 159,802         |                     |
| 2021年（令和03年） | 66,899          | 95,812          | 162,712         |                     |
| 2022年（令和04年） | 78,087          | 97,788          | 175,876         |                     |
| 2023年（令和05年） | 84,189          | 103,120         | 187,310         |                     |

## 駅周辺
川崎市の古くからの繁華街は駅東側である。工場跡地のあった駅西側は2000年代に入って商業開発が進んだ。川崎市は北口通路の整備に資金負担するなどして、JR駅の北東にある京急川崎駅周辺を含めて往来しやすくする再開発を進めている。
東口を中心に繁華街が広がりその規模は首都圏有数である。

### 東口
駅舎に接続して駅ビルの「アトレ川崎」がある。

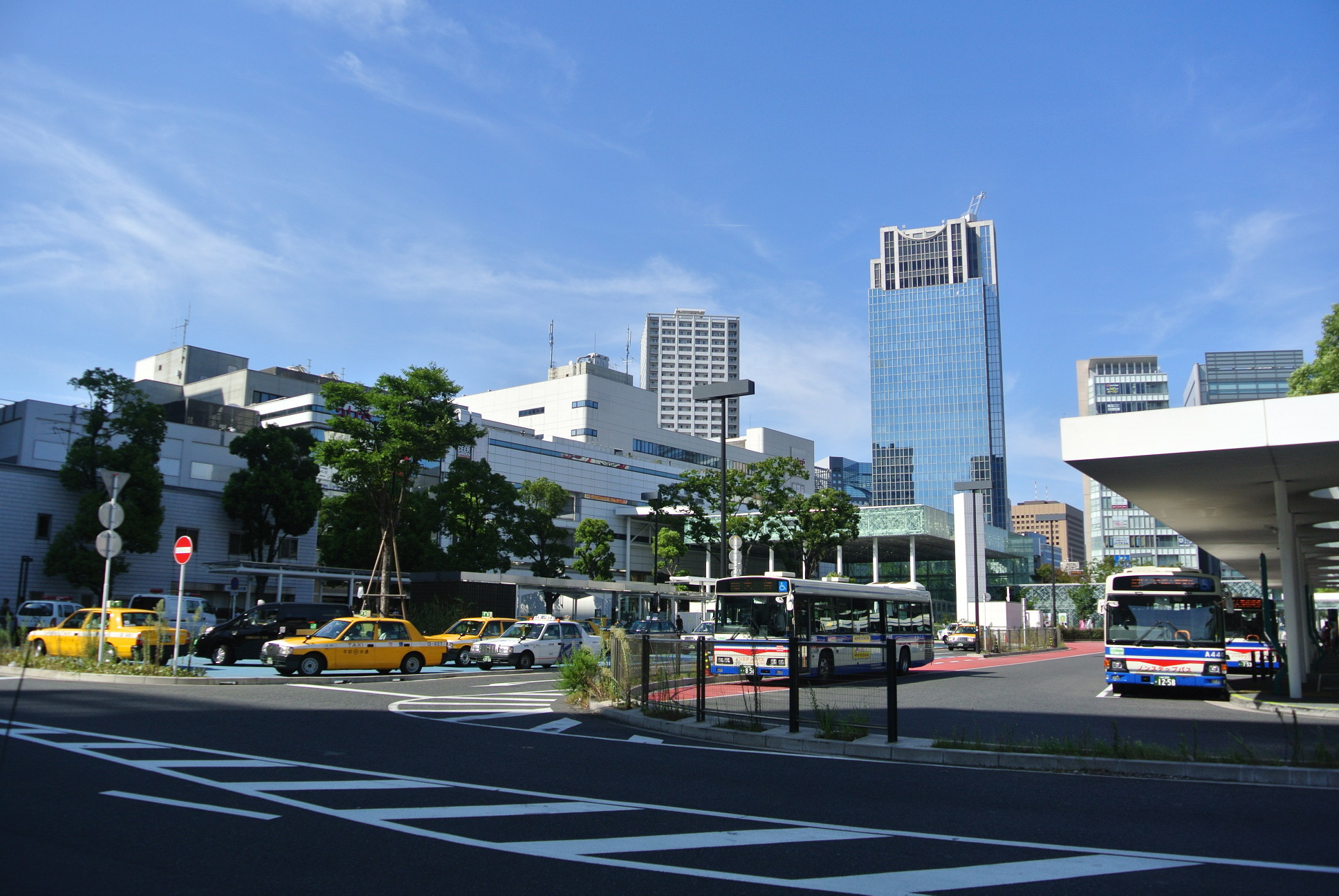
川崎駅東口バスターミナル（2013年8月）

2003年に西武百貨店川崎店、2018年1月14日に丸井川崎店（いずれも川崎ルフロンに入居）が業績不振でそれぞれ撤退したことにより、百貨店は老舗のさいか屋（大型店舗は閉店）のみとなったものの、その他の多くの店舗が出店したほか、新たな商業施設も建設された。
駅前にはバスターミナルがあり、川崎市交通局、川崎鶴見臨港バス、京浜急行バス、羽田京急バスなどが周辺各地への路線バスや高速バスを運行している。バスターミナルの地下には地下商店街の「川崎アゼリア」があり、バスターミナル・京急川崎駅や近隣の商業施設への連絡通路になっている。アゼリアと川崎モアーズとの連絡通路には設置当時世界一短かったエスカレーター（「プチカレーター」）がある。
京急川崎駅は当駅から北東に200 m程離れている。バスターミナルの南東部を京急本線の高架線が通過している。
駅前広場は「路上ライブの聖地」とも称され、ミュージシャンによる路上演奏が盛んに行われている。演奏を騒音と捉えての苦情もあり、2025年8月1日には川崎市による路上演奏のガイドライン・登録制度の試行が始まっている。
- アトレ川崎（旧・川崎BE）
- 川崎アゼリア（川崎地下街）
- 川崎ルフロン
  - ヨドバシカメラ マルチメディア川崎ルフロン
  - スーパースポーツゼビオ 川崎ルフロン店
- 川崎DICE
  - TOHOシネマズ 川崎
- 川崎日航ホテル
  - さいか屋 川崎店
- 川崎ZERO GATE
- ラ チッタデッラ
  - チネチッタ
  - CLUB CITTA'
- 川崎MORE'S
- 川崎駅前タワー・リバーク
- ダイワロイネットホテル川崎
- 京急川崎駅前ビル
  - Wing川崎
  - 京急EXイン
- ヨドバシアウトレット京急川崎
- 川崎市役所
- 川崎区役所
- 川崎競馬場
- 川崎競輪場
- ドーミーイン川崎

郵便局・主な金融機関
- 川崎砂子郵便局
- 川崎市役所通郵便局
- 川崎中央郵便局
  - ゆうちょ銀行川崎店
  - かんぽ生命川崎支店
- 川崎信用金庫本店
- 横浜銀行川崎支店
- 三菱UFJ銀行川崎支店・川崎駅前支店
- みずほ銀行川崎支店
- りそな銀行川崎支店
- 三井住友銀行川崎支店・矢向支店・鶴見支店
- 中央労働金庫川崎支店
- 神奈川銀行川崎支店
- 三井住友信託銀行川崎支店
- 静岡銀行川崎支店
- スルガ銀行川崎支店
- 静岡中央銀行川崎支店

#### 東口駅前再整備

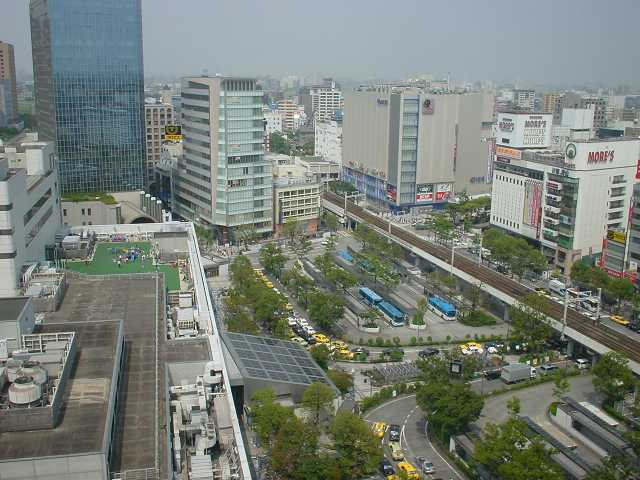
川崎駅東口（2005年6月）

現在の駅前広場は1986年に整備されたが、整備されてから20年以上経過し、施設の老朽化が進んでいた。また、一度アゼリアを経由しなければバスターミナルにアクセスできないことや、街路樹や地下街の入口などで視界が遮られるなどの課題が多かった。
そこで、川崎市では2007年から有識者や市民で構成する会議で検討を重ね、2008年3月に具体策をまとめた。案では、視界を遮っている東口からアゼリアに降りる中央階段の屋根と壁面を透明な素材にするなどして開放的な空間にすることや、混雑が激しい階段で上下移動が多くなる島式のバス乗り場を7か所から2か所に再編成し、横断歩道やエスカレーター・エレベーターの整備などバリアフリー化のための整備が進められる。また、駅前広場全体でもエスカレーターやエレベーターを既存の倍に増やすことや、タクシーと一般車の乗降スペースを駅側に整備し、街路樹の景観工夫がされる。
この再整備工事は2009年度に着工され、2011年4月に完成した。
その他にも、6千台分の駐輪場の整備、北口の開設、西口側とを結ぶ新たな自由通路の計画もなされている。

#### 北口自由通路
2010年1月22日に川崎市とJR東日本との間で北口自由通路と改札口の新設に関する費用負担や整備概要について合意された。整備費用は200億円で、そのうち5 - 6割は川崎市の負担。ホーム東京寄りの乗換跨線橋を拡幅してコンコース化するもので、2012年度に着工し、2018年2月17日に供用を開始した。コンコースの整備のほか、エスカレーター、エレベーター、店舗も整備された。

### 西口

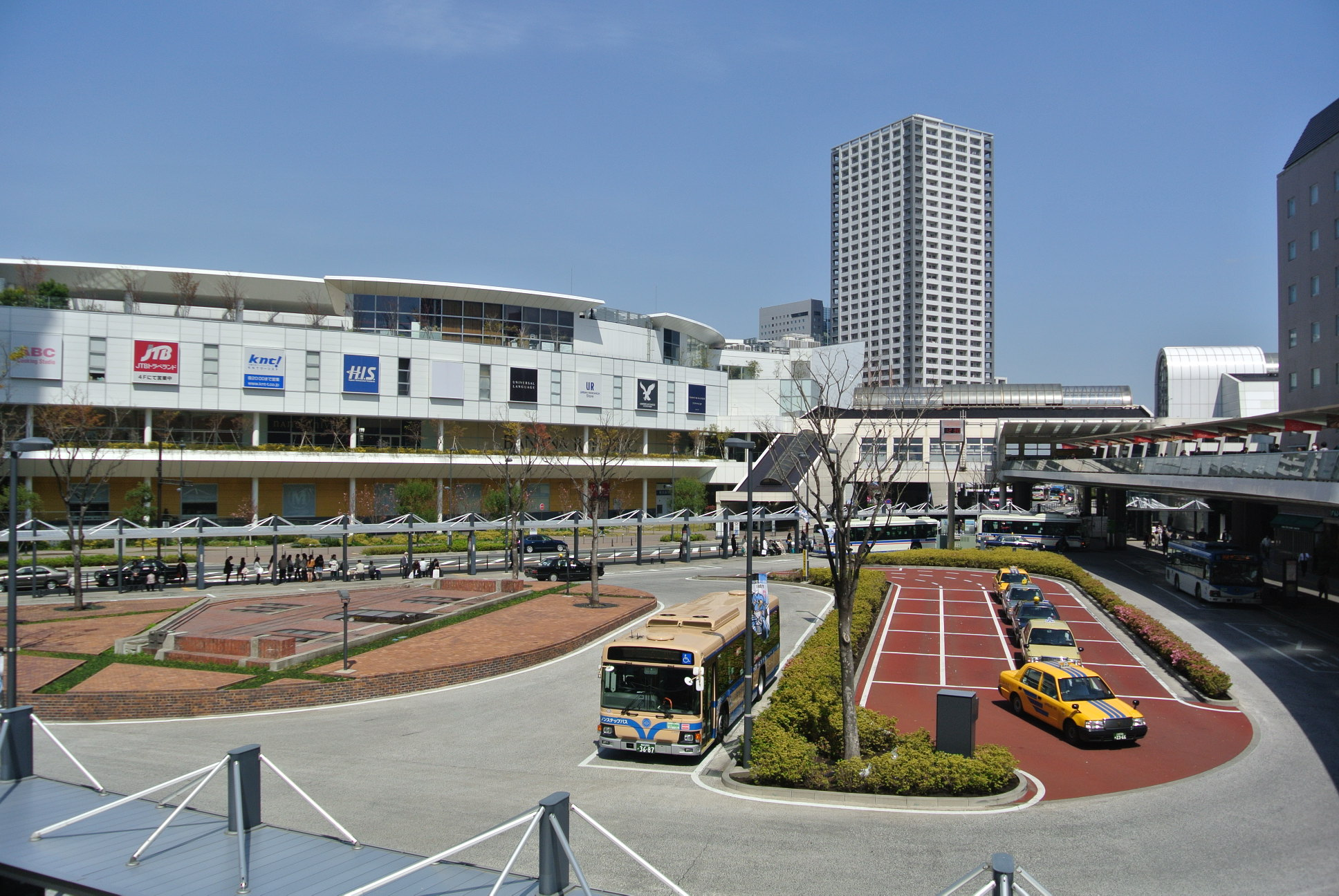
川崎駅西口北バスターミナル「ラゾーナ広場」

かつての川崎駅西口は、東芝堀川町工場や明治製菓の工場などが建ち並ぶ工業地域であった。これらの工場撤退後は更地が広がっていたが、後年大規模な再開発が行われて風景を一新した。
駅北東部の地区は、明治製糖・明治製菓の跡地が「かわさきテクノピア」として再開発され、明治製菓工場跡地には、1995年4月に大規模オフィスビルのソリッドスクエアが完成している。
駅南西側の地区は「ミューザ川崎」として再開発され、2004年7月1日にミューザ川崎シンフォニーホールがオープンし、川崎市の目指す「音楽のまち」の拠点施設となった。
西側駅前の地区は、2004年に閉鎖された東芝川崎事業所の跡地が「ラゾーナ川崎」として再開発され、商業部分の「ラゾーナ川崎プラザ」が2006年9月28日に開業した。郊外型ショッピングセンターの規模・テナント構成でありながら、ターミナル駅前に立地し、ショッピングセンターとしては成田国際空港に次ぐ日本2位の売上高を誇る。ビックカメラや丸善などが、シネマコンプレックスとして109シネマズ（東急レクリエーションが運営）が入居し、ファミリー層向けのテナントが充実している。同じく開業した住宅部分のラゾーナ川崎レジデンスは2007年春に入居を開始した。
残された南西部の区画は2013年3月に業務ゾーン「ラゾーナ川崎東芝ビル」として東芝グループの新事業拠点となるオフィスビルが完成した。2階には東芝未来科学館が併設されている。この地に東芝があったことを偲ばせる施設として旧正門脇に「川崎東芝前郵便局」があったが、2004年9月24日限りで閉鎖され、2年後の2006年9月26日に「川崎駅西口郵便局」として再開している。
東口より小規模ながら西口にもバスターミナルがあり、川崎鶴見臨港バス、川崎市交通局、横浜市交通局、東急バスの路線が発着する。ラゾーナ川崎プラザ前には、新たに川崎駅西口北バスターミナルが完成し、東口発着のバス系統が一部西口北バスターミナル発着に変更された。詳細は下記参照。
駅に隣接して、JR東日本グループのホテルメッツ川崎がある。2021年1月27日より、駅ナカシェアオフィス「STATION WORK」が利用可能である（事前予約制）。
2018年5月18日、JR東日本により川崎駅西口開発計画の起工式が開催された。オフィス高層棟、オフィス低層棟、ホテル棟の3棟を建設。ホテルは2020年春、全体完成は2021年春を予定。
2020年3月26日、JR東日本横浜支社は川崎駅西口開発計画の街区名称を、この地が多摩川の三角州上にあったことから「KAWASAKI DELTA (カワサキ デルタ) 」に決定したとし、「JR川崎タワー オフィス棟・商業棟」と「ホテルメトロポリタン 川崎」、歩行者デッキ上の中央広場「デルタプラザ」による構成とすることを発表した。なお、「ホテルメトロポリタン 川崎」は2020年5月18日に開業し、全面供用は2021年4月が予定されている。
2021年1月22日に、JR東日本横浜支社、JR東日本ビルディング、JR東日本スポーツが、JR川崎タワーの商業棟を順次開業させ、川崎駅西口開発計画「KAWASAKI DELTA」がグランドオープンすることを発表した。JR川崎タワーの商業棟のうち、2階が2021年5月13日、3 - 5階が同月19日に開業した。2階にはカフェ、レストラン、保育園など、3 - 5階には「ジェクサー・フィットネス＆スパ24川崎」が併設される。なお、歩行者デッキ、JR川崎タワーのオフィス棟は2021年4月、オフィス棟内に併設される「ステーションコンファレンス川崎」は同年6月1日に開業した。

#### 川崎駅西口の再開発地区
- かわさきテクノピア - 明治製糖・明治乳業川崎工場跡地
  - ソリッドスクエア
    - 神奈川県パスポートセンター 川崎支所
- ミューザ川崎
  - ミューザ川崎シンフォニーホール
  - ミューザ川崎セントラルタワー
- KAWASAKI DELTA
  - JR川崎タワー
  - ホテルメトロポリタン川崎
- ラゾーナ川崎 - 東芝川崎事業所跡地
  - ラゾーナ川崎プラザ
    - HMV ラゾーナ川崎店
    - ビックカメラ ラゾーナ川崎店
    - 109シネマズ川崎
    - 丸善 ラゾーナ川崎店

  - ラゾーナ川崎東芝ビル
    - 東芝未来科学館

  - ラゾーナ川崎レジデンス

## バス路線

### 東口（川崎駅・川崎駅前）
後述の西口北バスターミナル新設に伴い、東口から発着していた路線の一部が西口北バスターミナルに移転するとともに、一部のりばにはバスが発着しなくなっている。2008年12月15日から川崎市交通局の川74系統が日中に限り東口から再び発着するようになった。
前述の通り、バスのりばは改良工事により、2009年10月19日から北側、2010年2月15日から南側ののりばを一時移設（一部は統合）していたが、同年6月8日に完了して現在ののりば形態となり、横浜側が「海島」、東京側が「空島」となった。これにより、駅から横断歩道を通ってアクセスすることもできるようになったほか、新たに川崎アゼリア地下街からバスのりばに直結するエレベーターも新設された。
高速バスのりばを除き、同じバスターミナル内のバス停であるが、事業者によって名称が異なっており、川崎市交通局・日東交通・小湊鉄道は「川崎駅」、川崎鶴見臨港バス・京浜急行バスは「川崎駅前」を使用する。

#### 海島（横浜側バス島）
| のりば | 運行事業者       | 系統・行先 | 備考 |
| ------ | ---------------- | --- | ---- |
| 1      | 川崎鶴見臨港バス | 川21：水江町 / エリーパワー前 |      |
| 2      | 川崎鶴見臨港バス | 川21：塩浜二丁目 / 塩浜営業所 |      |
| 3      | 川崎鶴見臨港バス | - 川25：富士電機前 - 川26：川崎駅前（富士電機循環）                                                                                  |      |
| 4      | 川崎鶴見臨港バス | - 川28：川崎駅前（京町循環）/ 浜川崎営業所 - 川30：鶴見駅東口                                                                        |      |
| 5      | 川崎鶴見臨港バス | 川24：川崎駅前（鋼管循環）/ ダイエー川崎プロセスセンター / 浜川崎営業所                                                              |      |
| 6      | 川崎市交通局     | - 川15：川崎駅（小田栄循環） - 川17：川崎駅(渡田•浜町循環) - 川40：JFE前 / 塩浜営業所前 / 水江町 / カワサキアイランドスイート        |      |
| 7      | 川崎鶴見臨港バス | 川23：大師 |      |
| 8      | 川崎鶴見臨港バス | 川22：三井埠頭 / 川崎港郵便局前 / 浜町二丁目                                                                                         |      |
| 9      | 川崎鶴見臨港バス | - 川29：川崎駅前（入船橋循環）/ 東芝京浜 / ヨコハマアイランドガーデン / 富士電機前 - 急行：ヨコハマアイランドガーデン / 日興スクエア |      |
| 10     | 川崎鶴見臨港バス | - 川27：日清製粉前 - 急行：浜川崎営業所 / 富士電機前                                                                                 |      |

#### 空島（東京側バス島）
| のりば | 運行事業者                    | 系統・行先 | 備考                                             |
| ------ | ----------------------------- | --- | ------------------------------------------------ |
| 11     | 川崎市交通局                  | - 川04：市営埠頭 - 川05：東扇島循環（急行）                                                                     | 「川04」は平日朝のみ、急行便を運行               |
| 12     | 川崎市交通局                  | - 川04：市営埠頭 / 京セラ前 / 塩浜営業所前 - 川05：東扇島循環 - 川07：東扇島西公園 - かわさきファズ物流センター |                                                  |
| 13     | 川崎市交通局                  | 川07：東扇島西公園                                                                                              | 平日朝のみ、急行便を運行                         |
| 14     | 川崎市交通局                  | 川10：水江町 / ゼロ・エミ工業団地 / 塩浜 / 塩浜営業所前                                                         |                                                  |
| 15     | 川崎市交通局                  | - 川13：扇町 / 塩浜営業所前 - 川15：小田栄循環 - 直行：市立川崎高校前                                           |                                                  |
| 16     | 川崎鶴見臨港バス              | 川03：浮島バスターミナル                                                                                        |                                                  |
| 17     | 川崎鶴見臨港バス              | - 川01：殿町 - 川03：塩浜二丁目 / 塩浜営業所 - 川61：神明町車庫                                                 |                                                  |
| 17     | 川崎市交通局                  | - 川73：上平間 - 川74：上平間 / 小杉駅                                                                          | 朝のみ、また川74系統小杉駅前行きは 平日昼1本のみ |
| 18     | 京浜急行バス                  | - 川76：森ケ崎 - 川77：羽田車庫 - 空51：羽田空港第1ターミナル                                                   |                                                  |
| 18     | - 川崎鶴見臨港バス - 京成バス | 直行：東京ディズニーリゾート                                                                                    |                                                  |
| 19     | 川崎鶴見臨港バス              | 直通：大師 | 正月のみ運行                                     |
| 20     | 川崎鶴見臨港バス              | - 川02：キングスカイフロント東 - 急行・快速：浮島橋                                                             |                                                  |

#### 駅前通り側（海島・空島の反対側）
| のりば | 運行事業者                               | 系統・行先                            | 備考 |
| ------ | ---------------------------------------- | ------------------------------------- | ---- |
| 21     | 川崎市交通局                             | 川05特急：東扇島循環                  |      |
| 21     | - 川崎市交通局 - IBSコーチ               | 直通：川崎競輪場                      |      |
| 21-2   | 川崎市交通局                             | 川21急行：水江町 / ゼロ・エミ工業団地 |      |
| 21-2   | 川崎鶴見臨港バス                         | 直通：川崎競馬場                      |      |
| 22     | - 川崎鶴見臨港バス - 小湊鉄道 - 日東交通 | 高速：木更津駅東口                    |      |
| 22     | - 川崎鶴見臨港バス - 小湊鉄道            | 三井アウトレット木更津                |      |
| 23     | - 川崎市交通局 - 川崎鶴見臨港バス        | 直通：川崎病院                        |      |

#### ラ チッタデッラ前（高速バス乗り場）
| 運行事業者           | 愛称・行先                                                                                                   | 備考 |
| -------------------- | --- | ---- |
| 岩手県北自動車       | MEX八戸：盛岡・八戸                                                                                          |      |
| WILLER EXPRESS       | WILLER EXPRESS・STAR EXPRESS：京都・大阪 / 彦根・草津・京都・枚方 / 南草津・京都・高槻 / 岡崎・名古屋 / 長野 |      |
| 平成エンタープライズ | VIPライナー：京都・大阪                                                                                      |      |
| アイピーエス         | IBSアクセスライナー：京都・大阪                                                                              |      |

### 西口（川崎駅西口）
| のりば | 運行事業者       | 系統・行先                                                                                  | 備考 |
| ------ | ---------------- | ------------------------------------------------------------------------------------------- | ---- |
| 51     | 川崎鶴見臨港バス | 川50：鶴見駅西口 / 東部病院                                                                 |      |
| 52     | 横浜市営バス     | 7：横浜駅/子安小学校入口                                                                    |      |
| 53     | 川崎市交通局     | 川81：上平間                                                                                |      |
| 54     | 川崎市交通局     | 川83：江川町                                                                                |      |
| 55     | 川崎市交通局     | 川66：井田病院 / 井田営業所                                                                 |      |
| 56     | 川崎鶴見臨港バス | 川60：元住吉 / 鹿島田駅入口 / 神明町車庫 / 塚越                                             |      |
| 57     | 川崎鶴見臨港バス | - 川56：川崎駅西口（矢向末吉橋循環） - 川61：元住吉 / 江川町 - 川69：川崎駅西口（小倉循環） |      |
| 58     | 川崎鶴見臨港バス | - 川54：元住吉 / 谷戸 - 川55：横須賀線小杉駅                                                |      |
| 59     | 川崎鶴見臨港バス | - 川53：元住吉 - 川57：川崎駅西口（末吉橋矢向循環）                                         |      |
| 60     | 川崎鶴見臨港バス | 川51：新綱島駅                                                                              |      |

### ラゾーナ広場（川崎駅ラゾーナ広場、旧・川崎駅西口北）
川崎駅北口通路が供用開始となった2018年2月17日以降、案内上は「川崎駅北口西のりば」の表記となっている。
2018年4月1日から、ネーミングライツにより停留所名が「川崎駅ラゾーナ広場」となった。
| のりば | 運行事業者       | 系統・行先                                                                  | 備考 |
| ------ | ---------------- | --------------------------------------------------------------------------- | ---- |
| 81     | 東急バス         | 反01：五反田駅 / 荏原営業所                                                 |      |
| 82     | 東急バス         | - 川31：高津駅前 - 川32：小杉駅東口 / 高津駅前 - 川33：市民ミュージアム     |      |
| 83     | 東急バス         | 直行：東芝小向事業所                                                        |      |
| 84     | 川崎鶴見臨港バス | 川61：神明町車庫                                                            |      |
| 85     | 川崎市交通局     | 川71：小杉駅前 / 上平間                                                     |      |
| 86     | 川崎市交通局     | - 川74：小杉駅前 / 上平間 / 川崎駅ラゾーナ広場（河原町循環） - 川75：上平間 |      |
| 87     | 川崎市交通局     | 川73：上平間                                                                |      |

## 計画
- 川崎縦貫高速鉄道が当駅と京急川崎の駅付近に乗り入れ、京急大師線と相互直通運転する計画があったが、2015年度をもって計画が休止された。
- 当駅から浜川崎駅方面へ向かう川崎アプローチ線も計画されている。

## 隣の駅
東日本旅客鉄道（JR東日本）
 東海道線
- 特急「踊り子」停車駅（「サフィール踊り子」は通過）

品川駅 (JT 03) - 川崎駅 (JT 04) - 横浜駅 (JT 05)
 京浜東北線
■快速・■各駅停車
蒲田駅 (JK 17) - 川崎駅 (JK 16) - 鶴見駅 (JK 15）
 南武線
■快速
川崎駅 (JN 01) - 鹿島田駅 (JN 04)
■各駅停車
川崎駅 (JN 01) - 尻手駅 (JN 02）